# Río Segundo (Argentina)
 Río Segundo è una municipalità argentina appartenente all'omonimo dipartimento nella provincia di Córdoba.